# 南斯拉夫共产主义青年联盟
南斯拉夫青年共產主義聯盟是1919年—1948年南斯拉夫共產黨的青年翼。雖然南斯拉夫青年共產主義聯盟在1921年被取締，然而該聯盟繼續秘密工作，是南斯拉夫王國青年中具有影響力的組織，因此成為抵抗軸心國佔領之游擊隊的主要組織者。南斯拉夫青年共產主義聯盟曾是青年共產國際的成员。1948年12月，该组织与南斯拉夫反法西斯青年联合联盟合并为南斯拉夫人民青年。